# Омелько, Мария Николаевна
Мария Николаевна Омелько (укр. Марія Миколаївна Омелько; 1909 год, село Тартаков, Галиция, Австро-Венгрия — дата смерти неизвестна, село Тартаков, Сокальский район, Львовская область, Украина) — доярка колхоза «Заря коммунизма» Сокальского района Львовской области, Украинская ССР. Герой Социалистического Труда (1958).
Родилась в 1909 году в бедной крестьянской семье в селе Тартаков. С ранних лет трудилась в сельском хозяйстве. Во время Второй мировой войны была вывезена на принудительные работы в Германию. С 1948 года — доярка колхоза имени Молотова (с 1957 года — «Заря коммунизма») Сокальского района. В 1954 году вступила в КПСС.
В 1957 году получила в среднем по 8333 килограмм молока от каждой закреплённой за ней коровы, заняв второе место в социалистическом республиканском соревновании среди доярок. Указом Президиума Верховного Совета СССР от 26 февраля 1958 года «за особые заслуги в развитии сельского хозяйства и достижение высоких показателей по производству зерна, сахарной свеклы, мяса, молока и других продуктов сельского хозяйства и внедрение в производство достижений науки и передового опыта» удостоена звания Героя Социалистического Труда с вручением ордена Ленина и золотой медали «Серп и Молот».
После выхода на пенсию проживала в родном селе Тартаков Сокальского района. Скончалась после 1990 года.